# Listă de nave militare românești
Aceasta este o listă de nave militare românești

## Nave militare românești înrăzboiul pentru independență
- Nava cu aburi Prințul Nicolae Conache Vogoride -1861
- Canoniera Fulgerul -1874
- Vedeta torpiloare Rândunica -1875

## Nave militare românești la 1899[1]
| Nume              | Tip               | Deplasament (t) | Echipaj | Armament |
| ----------------- | ----------------- | --------------- | ------- | --- |
| Alexandru cel Bun | Canonieră         | 104             | 25      | Un tun revolver 37 mm, 1 mitralieră 11,43 mm                                                                                            |
| Argeș             | Șalupă torpiloare | 35              | 8       | 1 tun revolver 37 mm, 2 scondruri port-torpile                                                                                          |
| Bistrița          | Canonieră         | 106             | 20      | Un tun cu tragere rapidă 57 mm, 1 tun revolver 37 mm                                                                                    |
| Elisabeta         | Crucișător        | 1320            | 160     | 4 tunuri 15 mm, 4 tunuri 57 mm, 2 tunuri revolver 37 mm, 2 mitraliere 11,43 mm, 2 tunuri cu tragere rapidă 37 mm, 4 tuburi lans-torpile |
| Fulgerul          | Canonieră         | 85              | 20      | 1 tun 57 mm, 1 tun revolver 37 mm |
| Grănicerul        | Șalupă de poliție | 15              | 5       | 1 mitralieră 11,43 mm |
| Grivița           | Canonieră         | 110             | 30      | tunuri comandate în străinătate |
| Mircea            | Bric              | 350             | 65      | 2 tunuri 57 mm, 1 tun revolver 37 mm, 1 mitralieră 11,43 mm                                                                             |
| Năluca            | Torpilor          | 86              | 20      | 2 tunuri revolver 37 mm, 1 tub lans-torpile                                                                                             |
| Oltul             | Canonieră         | 106             | 20      | 1 tun 57 mm, 1 tun revolver 37 mm |
| Opanez            | Șalupă canonieră  | 45              | 12      | 1 tun revolver 37 mm, 1 mitralieră 11,43 mm                                                                                             |
| Pandurul          | Șalupă de poliție | 15              | 5       | 1 mitralieră 11,43 mm |
| Poterașul         | Șalupă de poliție | 15              | 5       | 1 mitralieră 11,43 mm |
| Prutul            | Vaporaș           | 30              | 10      | 1 tun revolver 37 mm, 1 mitralieră 11,43 mm                                                                                             |
| Rahova            | Șalupă canonieră  | 45              | 12      | 1 tun revolver 37 mm, 1 mitralieră 11,43 mm                                                                                             |
| România           | Avizo             | 130             | 25      | tunuri comandate în străinătate |
| Rândunica         | Șalupă de poliție | 15              | 5       | 1 mitralieră 11,43 mm |
| Santinela         | Șalupă de poliție | 15              | 5       | 1 mitralieră 11,43 mm |
| Sborul            | Torpilor          | 86              | 20      | 2 tunuri cu tragere rapidă 37 mm, 1 tub lans-torpile                                                                                    |
| Siretul           | Canonieră         | 106             | 20      | 1 tun 57 mm, 1 tun 37 mm |
| Smârdan           | Șalupă canonieră  | 45              | 12      | 1 tun revolver 37 mm, 1 mitralieră 11,43 mm                                                                                             |
| Smeul             | Torpilor          | 86              | 20      | 2 tunuri cu tragere rapidă 37 mm, 1 tub lans-torpile                                                                                    |
| Șoimul            | Torpilor          | 15              | 10      | 1 scondru port-torpile |
| Teleorman         | Șalupă torpiloare | 35              | 10      | 1 tun revolver 37 mm, 2 scondruri port-torpile                                                                                          |
| Trotuș            | Șalupă torpiloare | 35              | 10      | 1 tun revolver 37 mm, 2 scondruri port-torpile                                                                                          |
| Vedea             | Șalupă torpiloare | 35              | 10      | 1 tun revolver 37 mm, 2 scondruri port-torpile                                                                                          |
| Veghetorul        | Șalupă de poliție | 15              | 5       | 1 mitralieră 11,43 mm |
| Vulturul          | Torpilor          | 15              | 10      | 1 scondru port-torpile |

## Nave militare românești dinprimul război mondial

### Flota de laDunăre
- Monitoare fluviale

- - NMS I. C. Brătianu
  - NMS Al. Lahovari
  - NMS L. Catargiu
  - NMS M. Kogălniceanu

- Canoniere

- - NMS Grivița
  - NMS Oltul
  - NMS Siretul
  - NMS Bistrița

- Vedete torpiloare fluviale

- - NMS Maior Ene
  - NMS Căpitan L. Bogdan
  - NMS Căpitan Romano
  - NMS Maior Giurăscu
  - NMS Maior Sontu
  - NMS Maior Gr. Ioan
  - NMS Lt. Călinescu
  - NMS Căpitan V. Mărăcineanu

### Flota de laMarea Neagră
- Cuirasate
  - Potemkin (8-9 iulie 1905)

- Crucișătoare
  - NMS Elisabeta

- Vedete torpiloare
  - NMS Smeul
  - NMS Zborul
  - NMS Năluca

## Nave militare românești în cel de-al doilea război mondial
- Distrugătoare
  - Cargoul București [2]

- Clasa R
  - NMS Regele Ferdinand
  - NMS Regina Maria

- Clasa M
  - NMS Mărăști
  - NMS Mărășești

- Torpiloare escortoare

- Clasa S
  - NMS Sborul
  - NMS Smeul
  - NMS Năluca

- Vedete Torpiloare

- Clasa Vosper
  - NMS Viforul
  - NMS Vijelia
  - NMS Viscolul

- Clasa Power
  - NMS Vedenia
  - NMS Vântul
  - NMS Vijelia
  - NMS Viforul
  - NMS Vârtejul
  - NMS Vulcanul

- Canoniere-Dragoare

- Clasa C
  - NMS Lt.Comandor Eugen Stihi
  - NMS Căpitan Dumitrescu Constantin
  - NMS Sublocotenent Ghiculescu Ion
  - NMS Locotenent Remus Lepri

- Submarine
  - NMS Rechinul
  - NMS Delfinul
  - NMS Marsuinul

- Navă-bază pentru submarine
  - NMS Constanța

- Puitoare de mine
  - NMS Amiral Murgescu
  - SRD Aurora
  - SMR Regele Carol I
  - SMR Dacia
  - SMR Durostor

- Vânătoare de submarine
  - VS Nr.1
  - VS Nr.2
  - VS Nr.3

- Nave pentru dragaj la mare
  - Remorcher Basarabia

- Remorchere pentru transport
  - Elena
  - Oltul
  - Mureșul
  - Arlon
  - Ardealul
  - Amarilis

- Alte nave maritime
  - Cargoul SMR Alba Iulia [3]
  - Cargoul Danubius
  - Petrolierul SSR Câmpina

## Nave militare românești în prezent

### Flota maritimă
- Fregate (tip 22R și tip M)
  - Fregata Regele Ferdinand (F-221)
  - Fregata Regina Maria (F-222)
  - Fregata Mărășești (F-111)

- Corvete (Cvt)
  - Amiral Petre Bărbureanu (Tetal-I) (F-260)
  - Vice-Amiral Eugen Roșca (Tetal-I) (F-263)
  - Contra-Amiral Eustațiu Sebastian (Tetal-II) (F-264)
  - Contra-Amiral Horia Măcelaru (Tetal-II) (F-265)

- Nave purtătoare de rachete(Tarantul I) - 3
- Vedete torpiloare - 3

- Puitor de mine - 1
- Dragoare de mine - 3

- Nave auxiliare
  - Nava Școală pentru suport logistic - 281 Constanța
  - Nava pentru suport logistic -283 Midia (pentru scafandrii militari)
  - Egreta (navă de comandament)
  - Luceafărul (navă de comandament)
  - Nave de salvare - 5
  - Nava de supraveghere electronică Emil Racoviță
  - Nava Centrului de scafandri Grigore Antipa
  - Divizionul de nave speciale - 9
  - Nava școală Bricul Mircea

- Submarinul Delfinul

### Flota fluvială
- Monitoare fluviale
  - F-45 Mihail Kogălniceanu
  - F-46 Ion C. Brătianu
  - F-47 Lascăr Catargiu

- Canoniere
  - F-176 Rahova
  - F-177 Opanez
  - F-178 Smârdan
  - F-179 Posada
  - F-180 Rovine

- Nave de patrulare
  - F-142
  - F-143
  - F-147
  - F-148
  - F-149
  - F-150
  - F-151
  - F-153
  - F-157
  - F-159
  - F-163
  - F-165

## Foste nave militare
- Nava Republica

## Vezi și
- Echipamentul militar al Armatei Române#Forțele Navale Române
- Listă de nave comerciale românești
- Marina Română